# Synaptocochlea montrouzieri
Synaptocochlea montrouzieri är en snäckart som beskrevs av Henry Augustus Pilsbry 1890. Synaptocochlea montrouzieri ingår i släktet Synaptocochlea och familjen pärlemorsnäckor. Inga underarter finns listade i Catalogue of Life.